# Gaetano Salvemini
Gaetano Salvemini (Molfetta, 8 settembre 1873 – Sorrento, 6 settembre 1957) è stato uno storico, politico e antifascista italiano.

## Biografia
(Gaetano Salvemini, Prefazione a Mussolini diplomatico, Éditions Contemporaines, Paris 1932; nuova edizione Laterza, Bari 1952)

### Laurea e insegnamento
Laureatosi in lettere a Firenze nel 1895, inizialmente si dedicò alla storia medioevale, sotto la guida dello storico Pasquale Villari, dimostrandosi uno dei migliori giovani storici della sua epoca. Dopo aver insegnato latino dall'ottobre 1895 in una scuola media di Palermo, fu professore di Storia e Geografia dal 1896 nel Liceo Torricelli di Faenza e dal 1898 nel liceo classico "Pietro Verri" di Lodi.
A ventotto anni ottenne la cattedra di Storia moderna a Messina (1901). Qui nel 1908, a causa del catastrofico terremoto, perse la moglie, i cinque figli e la sorella, rimanendo l'unico sopravvissuto di tutta la sua famiglia; aveva 35 anni. Dal 1910 insegnò storia all'Università di Pisa e infine dal 1916 a quella di Firenze. Tra i suoi allievi vi furono Carlo Rosselli, Federico Chabod, Ernesto Rossi e Camillo Berneri.
Fu membro dell'Accademia Peloritana dei Pericolanti.

### Socialista federalista
Aderì al Partito Socialista Italiano e alla corrente meridionalista, collaborando, dal 1897, alla rivista Critica Sociale, mostrandosi tenace sostenitore del suffragio universale e del federalismo, visto come unica possibilità per risolvere la questione del Mezzogiorno, cercando di condurre su posizioni meridionaliste il movimento socialista e insistendo sulla necessità di un collegamento tra operai del nord e contadini del sud, sulla necessità dell'abolizione del protezionismo e delle tariffe doganali di Stato (che proteggono l'industria privilegiata e danneggiano i consumatori), e della formazione di una piccola proprietà contadina che liquidasse il latifondo.
Salvemini denunciò il malcostume politico e le gravi responsabilità di Giolitti (dissesto della Banca Romana) con il libro: "Il ministro della mala vita" (1910). Esponente della corrente meridionalista del PSI, si scontrò sui temi sopra citati con la corrente maggioritaria di Filippo Turati, alimentando il dibattito interno al partito. In seguito però a una mancata manifestazione del partito contro lo scoppio della guerra italo-turca (1911), uscì dal partito socialista.
Assiduo collaboratore della rivista fiorentina «La Voce», nell'autunno del 1911 il periodico sceglie di appoggiare la Campagna di Libia. In predicato di assumerne la direzione, Salvemini abbandona La Voce per fondare, il 16 dicembre 1911, il settimanale «L'Unità». Il programma della rivista rispecchia le idee del fondatore: la vera unità italiana deve essere realizzata con l'autonomia e il federalismo. Salvemini diresse L'Unità fino al 1920; nello stesso periodo lavorò al progetto di fondare un nuovo partito, meridionalista, socialista nei fini di giustizia e liberale nel metodo, contro ogni privilegio: la Lega Democratica per il rinnovamento della politica nazionale.
Mussolini nel 1914 lo invitò a rientrare nel Partito Socialista.

### Interventista
Nel 1914 passò su posizioni interventiste, dichiarandosi convinto del carattere "anacronistico" degli imperi austro-ungarico e tedesco e auspicandone la distruzione, nell'interesse dell'Italia. Nell'ottobre 1914 si complimentò con lo stesso Mussolini quando abbandonò le posizioni neutraliste. Salvemini fu uno dei capofila del cosiddetto interventismo democratico, che giustificava la guerra da posizioni "di sinistra": in nome cioè dell'ostilità all'antico ordine e in funzione dell'autoaffermazione dei popoli. Un'impostazione, questa, in linea con quella del presidente degli Stati Uniti Woodrow Wilson, fautore dell'entrata in guerra degli Stati Uniti a fianco delle potenze dell'Intesa.
Con l'ingresso dell'Italia nella prima guerra mondiale, si arruolò volontario ma fu congedato per malattia nel dicembre del 1915.
Nel 1916 Salvemini si sposò con Fernande Dauriac, figlia del filosofo e storico Lionel Dauriac. Economista ed editrice presso le edizioni Stock, Fernande era la ex moglie di Julien Luchaire (il fondatore dell'Istituto francese di Firenze), madre di Jean Luchaire (Siena, 21 luglio 1901 – Fort de Châtillon, Parigi, 22 febbraio 1946) e di Marguerite Luchaire che, nata il 25 dicembre 1904, nel 1933 avrebbe sposato lo psicanalista Théodore Fraenkel, cofondatore del dadaismo a Parigi.
Sul finire della guerra Salvemini espresse però la propria delusione per la mancata realizzazione delle speranze in un superamento delle rivalità antipopolari tra gli Stati e in una partecipazione democratica dei popoli alle decisioni dei governi.

### Deputato e antifascista
Eletto deputato nel 1919 in una lista combattentistica, lo rimase fino all'aprile 1921, quando non si ricandidò, invitando a votare PSI.
Apprese a Parigi della marcia su Roma, nell'ottobre 1922, e con l'avvento del fascismo, si schierò contro Mussolini, aderendo al PSU di Turati. Tuttavia, Salvemini, come altri intellettuali del tempo, sottovalutò inizialmente il fascismo, ritenendolo una «disgustosa tragedia brigantesca e carnevalesca» che non sarebbe durata a lungo dopo il delitto Matteotti, ucciso nel giugno 1924. Strinse dal 1923 un profondo sodalizio ideale e politico con i fratelli Carlo Rosselli e Nello Rosselli e con Ernesto Rossi, che videro in lui un comune maestro.
Nel 1925 fu tra i firmatari del Manifesto degli intellettuali antifascisti di Benedetto Croce, mentre nello stesso anno Salvemini, i due Fratelli Rosselli, Ernesto Rossi, Nello Traquandi e Dino Vannucci fondarono a Firenze un giornale antifascista clandestino, il Non Mollare.
Arrestato a Roma dalla polizia fascista l'8 giugno del 1925, dopo esser stato processato insieme con Ernesto Rossi, poté godere di un'amnistia in luglio.

### L'esilio
Nell'agosto 1925 si rifugiò in Francia e in novembre si dimise dall'università di Firenze.
Raccolse elementi sulle accuse mosse da Giuseppe Donati contro il direttore generale della pubblica sicurezza generale De Bono, in ordine al delitto Matteotti, nonché la copia dell’istruttoria del processo Matteotti svolta inizialmente da Mauro Del Giudice, presidente della Sezione d'accusa della Corte d’Appello di Roma; li utilizzò per la pubblicazione, nel 1927 a New York, e Londra nel 1928, di  The Fascist Dictatorship in Italy: 
(G. Salvemini, Nuova luce sull'affare Matteotti, «Il Ponte», XI (1955), 3, p. 305)
A Parigi fu poi raggiunto dai fratelli Rosselli e nel novembre del 1929 fu tra i fondatori del movimento Giustizia e Libertà (GL), nato per iniziativa dei fratelli Rosselli e di altri intellettuali democratici tra cui Emilio Lussu, Alberto Tarchiani, Francesco Fausto Nitti e Alberto Cianca. Gruppi di GL si formarono in Italia soprattutto tra studenti universitari. Molti degli aderenti di GL (tra cui Ernesto Rossi, Ferruccio Parri, Leone Ginzburg) furono arrestati e condannati a lunghe pene detentive.
Salvemini si trasferì poi in Gran Bretagna, dove fu protagonista di una dura polemica con George Bernard Shaw.

### Professore all'Università di Harvard
Arthur Meier Schlesinger Sr., presidente del dipartimento di storia dell'Università di Harvard degli Stati Uniti d'America, nel 1929 invitò Gaetano Salvemini a insegnare a Harvard e Salvemini dal 1933 fu membro a pieno titolo del dipartimento, ottenendo una cattedra di storia della civiltà italiana e prendendo anche alla fine del 1940, la cittadinanza statunitense.
A partire dal 1943 pubblicò Le lezioni di Harvard sulle Origini del fascismo in Italia. Destinate a suoi studenti americani, esse chiarificavano e rendevano più comprensibili situazioni e fenomeni della storia italiana, con un'esposizione di straordinaria nitidezza, facendo di quest'opera uno strumento prezioso per coloro che non conobbero il fascismo. Le lezioni hanno un tono più meditato e meno polemico rispetto ad altri scritti precedenti sul fascismo; quest'opera costituisce quindi il pensiero salveminiano più maturo intorno al fascismo, riconfermando l'idea di Salvemini che l'insegnamento della storia sia il più valido strumento di libera educazione civile.
Salvemini fu inoltre una figura familiare negli anni della gioventù di Arthur Schlesinger Jr., redattore dei discorsi elettorali detti allora della Nuova Frontiera per John F. Kennedy.
Profonda, pur con molti dissensi, l'amicizia che lo legò in questi anni a un altro grande esule antifascista: don Luigi Sturzo, fondatore del Ppi, testimoniata da un fitto carteggio. Fu inoltre in rapporti di reciproca stima con Arturo Toscanini.

#### Docente itinerante

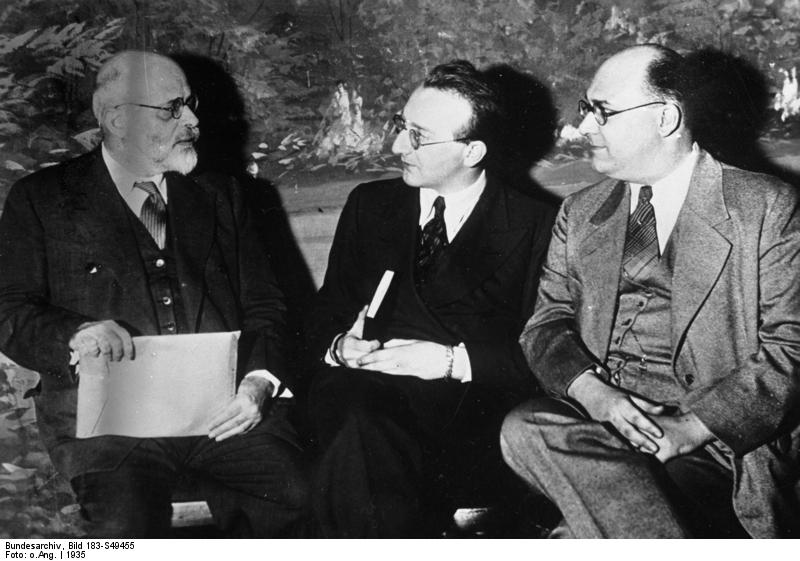
Gaetano Salvemini (a sinistra) con Uberto di Löwenstein-Wertheim-Freudenberg (al centro) e Mario A. Pei (1935)

Durante la seconda guerra mondiale Salvemini tenne negli Stati Uniti d'America, nel Regno Unito e in Francia, conferenze e lezioni universitarie, si batté per una politica contro fascismo, bolscevismo, clericalismo e monarchia italiana. Nel 1939 fondò la Mazzini Society, insieme con un gruppo di aderenti a GL, di repubblicani e antifascisti democratici, tra cui Lionello Venturi, Giuseppe Antonio Borgese, Randolfo Pacciardi, Michele Cantarella, Aldo Garosci, Carlo Sforza, Alberto Tarchiani e Max Ascoli. La loro posizione era contraria alla monarchia e all'accordo stipulato a Tolosa fra comunisti, socialisti e altri aderenti a GL.
In questo periodo di esilio Salvemini pubblicò vari volumi in lingua inglese, tra i quali The Fascist Dictatorship in Italy (1928), Under the Axe of Fascism (1936) e Prelude to World War II.

### Rientro in Italia
Dopo un breve viaggio nel 1947, tornò definitivamente in Italia nel 1949 e riprese l'insegnamento all'Università di Firenze per un biennio. In occasione della lezione inaugurale, esordì con la frase: "Come stavamo dicendo l'ultima volta...", riprendendo un espediente retorico codificato in una storica frase d'autore latina, "dicebamus externa die".
Continuò a vari livelli la sua lotta politica, ispirata a una visione laica della vita, all'avversione contro dogmatismi e fumosità ideologiche, contro la burocrazia, il clericalismo e lo statalismo, quale fautore di un riformismo democratico, in comunità d'intenti con Ernesto Rossi.
Si oppose al governo democristiano e al Fronte Democratico Popolare, sostenendo la necessità di abrogare il Concordato e i Patti Lateranensi e difendendo la scuola pubblica contro le riforme, da lui giudicate reazionarie, dei governi. Nel 1954 rinunciò alla cittadinanza statunitense per motivi politici.
Nel 1955 ottenne dall'Accademia dei Lincei il premio internazionale Feltrinelli per la storia e la laurea honoris causa dall'Università di Oxford.

### Morte ed eredità

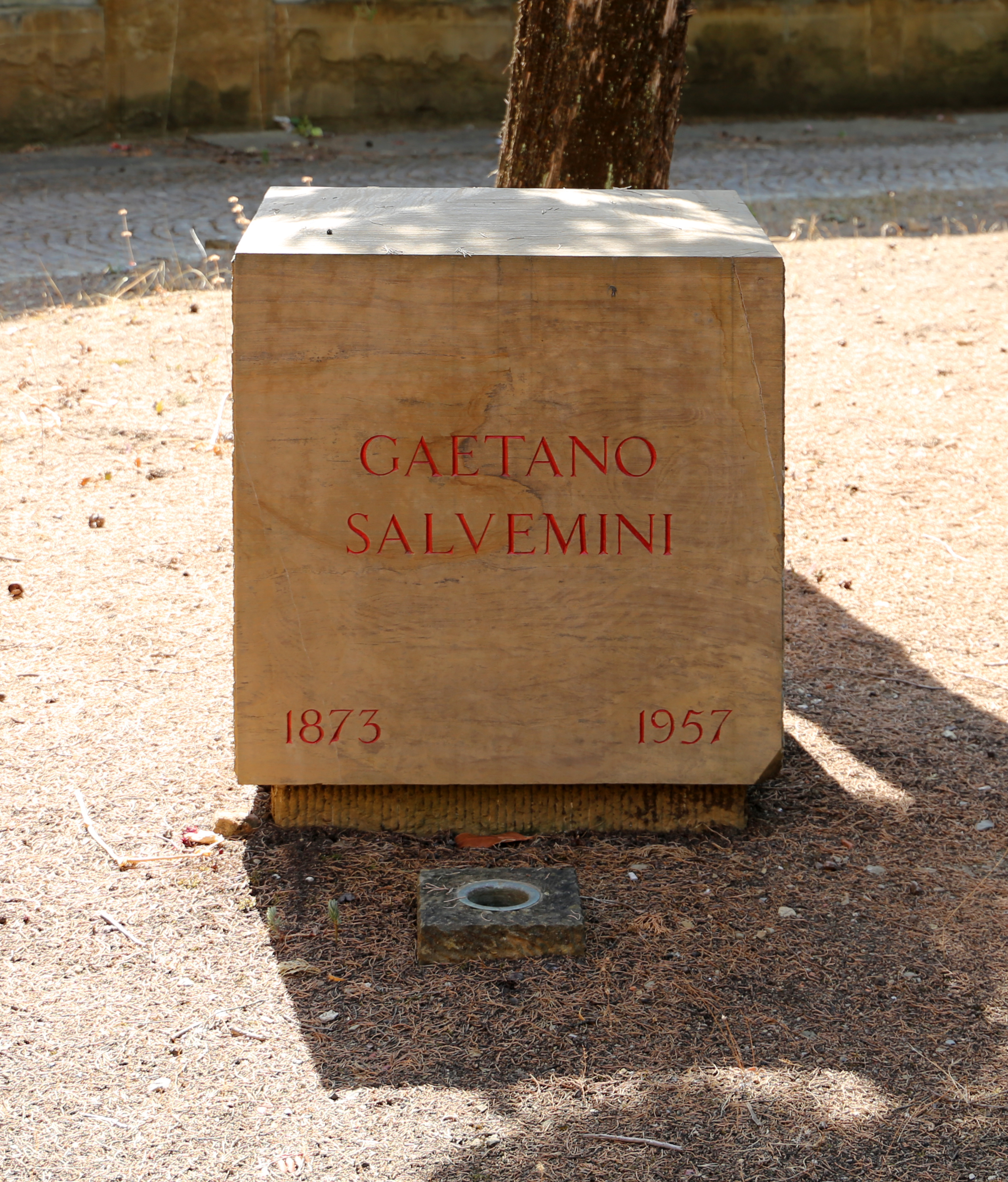
La tomba a Trespiano

Morì a Sorrento, dove oggi si trova un liceo scientifico a lui dedicato, il 6 settembre 1957, due giorni prima di compiere 84 anni. È sepolto a Firenze, nel prato d'onore del cimitero di Trespiano. Nello stesso anno ottenne postumo il premio Crotone per Scritti sulla Questione meridionale.
Dal 1998 i documenti digitalizzati dell'archivio Salvemini sono stati resi disponibili in rete a cura dello storico Roberto Vivarelli e dell'archivista Stefano Vitali.

## Pensiero

### Sulla politica
Membro non allineato del Partito Socialista, Salvemini rimase sempre indipendente nelle proprie opinioni rispetto a quelle della maggioranza: la sua concezione politica era originale, e a un convinto socialismo di tendenza federalista e meridionalista che affondava le proprie radici nel radicalismo repubblicano risorgimentale, egli affiancava un deciso liberismo economico, in polemica con il protezionismo e lo statalismo. Il suo fu perciò un singolare caso di socialismo liberale, che anticipò le idee dei fratelli Rosselli. Il suo anticlericalismo, motivato oltre che dalla difesa dello Stato laico anche da una profonda avversione per la religione cattolica in generale (nonostante la vicinanza a eminenti personaggi del mondo cattolico come don Sturzo, o Arturo Carlo Jemolo), era accompagnato da un parallelo anticomunismo, che lo portò a opporsi alla scelta del PSI, che era stato il suo partito, di allearsi con il PCI in vista delle elezioni del 1948, oltre che da un antifascismo che non vacillò nemmeno negli anni del massimo consenso del regime mussoliniano. Nonostante la propria profonda avversione per il clericalismo e il partito cattolico, proprio per quest'ultimo Salvemini invitò a votare in un momento difficile della vita politica nazionale: a lui si sarebbe rifatto anni dopo il giornalista Indro Montanelli con la sua celeberrima frase "Turatevi il naso, ma votate DC!".

### Sulla pubblica istruzione
(Gaetano Salvemini, Che cosa è la laicità (1907), in Scritti sulla scuola, in Opere, Vol. V, a cura di L. Borghi e B. Finocchiaro, Milano, Feltrinelli, 1969, cit., p. 891)

### Sulla storiografia
«Storici risorgimentalisti si nasce o si diventa? Ovviamente, con un Risorgimento non del tutto concluso, si diventa. Emblematico il caso di Gaetano Salvemini che, prima di occuparsi da par suo delle vicende dell'unificazione italiana, si è imposto come capofila del rinnovamento della storiografia medievale italiana. In quel 1899 in cui esce il suo capolavoro Magnati e popolani a Firenze dal 1280 al 1285 Salvemini fa uscire anche I partiti politici italiani nel secolo XIX. È il primo lavoro di una serrata serie di saggi che, dopo il Mazzini (1905) e La Triplice Alleanza (1916-17), culminò nel 1925 con L'Italia politica del XIX secolo. La stessa acribia con cui ha lavorato sulle fonti medievali la riversa su vicende assai più vicine e che coinvolgono il suo impegno politico, senza tuttavia derogare mai da un rigore storiografico ammirevole. "L'imparzialità - ammonisce - è un sogno. La probità un dovere"».
Poiché gli studi di storia diplomatica erano "monopolio di esponenti politici e giornalisti" e i tentativi di "vere storie ufficiali della politica estera furono criticati negli ambienti accademici, che lamentavano l'indisponibilità delle fonti", è rimarchevole la posizione di Salvemini: "pur riconoscendo l'interesse dello Stato alla tutela del segreto diplomatico, sosteneva, e non si poteva dargli torto, che una cautela di questo genere era giusta finché valeva per tutti gli studiosi".

## Opere
- Per il giornale quotidiano (1896)
- Come riorganizzare la lotta politica (1897-98)
- I partiti politici milanesi nel XIX secolo (1899); Presentazione di Arturo Colombo, Milano, Mursia, 2011, ISBN 978-88-425-4842-3.
- Magnati e popolani in Firenze dal 1280 al 1295 (1899); Collana Biblioteca di cultura storica, Einaudi, Torino, 1960
- La Rivoluzione francese (1788-1792), I ed. 1905; VII definitiva ed., Laterza, Bari, 1954; a cura di Franco Venturi, Feltrinelli, Milano, 1962
- Il pensiero e l'azione di Giuseppe Mazzini (1905)
- La riforma della scuola media. Notizie, osservazioni, proposte, con Alfredo Galletti, prefazione di Girolamo Vitelli, Remo Sandron Editore, (1908)
- La formazione del pensiero mazziniano (1910)
- Il ministro della mala vita. Notizie e documenti sulle elezioni giolittiane nell'Italia meridionale, Firenze, Edizioni della Voce, 1910.
- Problemi educativi e sociali dell'Italia d'oggi, Catania, F. Battiato, 1914.
- Mazzini, Catania, F. Battiato, 1915.
- Tendenze vecchie e necessità nuove del movimento operaio italiano (1922)
- Dal Patto di Londra alla Pace di Roma, Torino, Piero Gobetti Editore, 1925. - Collana Edizioni Gobettiane, Roma, Edizioni di Storia e Letteratura, 2016, ISBN 978-88-637-2966-5.
- The Fascist Dictatorship in Italy (1928)
- Mussolini diplomatico (Mussolini Diplomate, 1932), Roma, De Luigi, 1945. - Laterza, 1952; A cura di Mirko Grasso, Roma, Donzelli, 2017
- Under the Axe of Fascism (1936)
- Italian Fascist Activities in the U.S. (1940)
- La politica estera dell'Italia (1871-1914) (1944)
- G. Salvemini-Giorgio La Piana, La sorte dell'Italia, Edizioni U, 1945.
- Prelude to World War II (1953)
- Scritti sulla Questione meridionale (1896-1955), Torino, Einaudi, 1955.
- Clericali e laici. Cattolicismo e democrazia, Firenze, Parenti, 1957.
- Italia scombinata, Collana Saggi, Torino, Einaudi, 1959.
- Memorie di un fuoruscito, Milano, Feltrinelli, 1960.
- Scritti sul Risorgimento, a cura di Piero Pieri e Carlo Pischedda, Milano, Feltrinelli, 1961.
- Scritti sul fascismo, 3 voll. (I. a cura di Roberto Vivarelli; II. a cura di Nino Valeri a Alberto Merola; III. a cura di R. Vivarelli), Milano, Feltrinelli, 1961.
- Movimento socialista e questione meridionale, a cura di Gaetano Arfé, Milano, Feltrinelli, 1961.
- Dalla guerra mondiale alla dittatura (1916-1925), a cura di Carlo Pischedda, Milano, Feltrinelli, 1964.
- Le origini del fascismo in Italia. Lezioni di Harvard, a cura di Roberto Vivarelli, Collana Universale Economica, Milano, Feltrinelli, aprile 1966.
- Lettere dall'America 1947-1959, a cura di Alberto Merola, Bari, Laterza, 1967.
- Preludio alla seconda guerra mondiale, a cura di Augusto Torre, Milano, Feltrinelli, 1967.
- L'Italia vista dall'America, 2 voll., a cura di Enzo Tagliacozzo, Milano, Feltrinelli, 1969.
- Stato e Chiesa in Italia, a cura di Elio Conti, Milano, Feltrinelli, 1969.
- La politica estera italiana dal 1871 al 1915, a cura di Augusto Torre, Milano, Feltrinelli, 1970.
- Come siamo andati in Libia e altri scritti dal 1900 al 1915, a cura di Augusto Torre, Milano, Feltrinelli, 1971.
- Scritti vari (1900-1957), a cura di Giorgio Agosti e Alessandro Galante Garrone, Milano, Feltrinelli, 1978.
- Carteggio 1903-1906, Bari, Laterza, 1984.
- Carteggio 1912-1914, a cura di E. Tagliacozzo, Bari, Laterza, 1984, ISBN 978-88-420-2457-6.
- Carteggio 1914-1920, a cura di E. Tagliacozzo, Bari, Laterza, 1984, ISBN 978-88-420-2527-6.
- Carteggio 1921-1926, a cura di E. Tagliacozzo, Bari, Laterza, 1985, ISBN 978-88-420-2627-3.
- Carteggio 1894-1902, a cura di Sergio Bucchi, Bari, Laterza, 1988, ISBN 978-88-420-3210-6.
- Socialismo, riformismo, democrazia. Antologia di scritti politici, a cura di E. Tagliacozzo e S. Bucchi, Bari, Laterza, 1990, ISBN 978-88-420-3503-9.
- Medioevo. Risorgimento. Fascismo. Antologia di scritti storici, a cura di E. Tagliacozzo e S. Bucchi, Roma-Bari, Laterza, 1992, ISBN 978-88-420-3938-9.
- G. Salvemini-Angelo Tasca, Il dovere di testimoniare. Carteggio, a cura di E. Signori, Bibliopolis, 1996, ISBN 978-88-708-8337-4.
- Dizionario delle idee, a cura di Sergio Bucchi, Roma, Editori Riuniti, 1997.
- G. Salvemini-George Bernard Shaw, Polemica sul fascismo, Presentazione di Gaetano Quagliariello, Collana Lettere scarlatte, Roma, Ideazione, 1997, ISBN 978-88-868-1222-1.
- Manoscritti e materiali di lavoro,  (PDF) Archivio Gaetano Salvemini, Inventario a cura di Stefano Vitali, Roma (1998)
- Per la riforma elettorale, a cura di P. Varvaro, Collana L'isola di Prospero, Guida, 2000, ISBN 978-88-718-8434-9.
- Memorie e soliloqui. Diario 1922-1923, a cura di R. Pertici, Collana Storia/Memoria, Bologna, Il Mulino, 2001, ISBN 978-88-150-7821-6.
- Dai ricordi di un fuoruscito 1922-1933, a cura di Mimmo Franzinelli, Collana Gli archi, Torino, Bollati Boringhieri, 2002, ISBN 978-88-339-1391-9.
- Carteggio 1910, Lacaita, 2003, ISBN 978-88-885-4683-4.
- Carteggio 1911, Lacaita, 2004, ISBN 978-88-885-4634-6.
- Ernesto Rossi-G. Salvemini, Dall'esilio alla Repubblica. Lettere 1944-1957, a cura di Mimmo Franzinelli, Collana Nuova Cultura, Torino, Bollati Boringhieri, 2004, ISBN 978-88-339-1534-0.
- Democrazia Laicità Giustizia (Antologia degli scritti), a cura di G. Pecora, Mephite, 2005, ISBN 978-88-886-5562-8.
- Cronologia dei primi scritti mazziniani (1831-1834), a cura di G. Paolini, Polistampa, 2006, ISBN 978-88-596-0027-5.
- Sulla democrazia, a cura di Sergio Bucchi, Collana Temi, Torino, Bollati Boringhieri, 2007, ISBN 978-88-339-1809-9.
- G. Salvemini-Walter Toscanini, Carteggio (1943-1948), a cura di M. Affinito, Lacaita, 2007, ISBN 978-88-895-0644-8.
- Luigi Sturzo-G. Salvemini, Carteggio (1925-1957), a cura di G. Grasso, Soveria Mannelli, Rubbettino, 2009, ISBN 978-88-498-2481-0.
- Carteggio 1907-1909, a cura di S. Bucchi, Lacaita, 2010, ISBN 978-88-872-8093-7.
- Il nostro Salvemini. Scritti di Gaetano Salvemini su «Il Ponte» (1945-1957), a cura di M. Rossi, Il Ponte Editore, 2012, ISBN 978-88-888-6139-5.
- Lettere americane 1927-1949, a cura di Renato Camurri, Presentazione di Paolo Marzotto, Collana Saggi, Roma, Donzelli, 2015, ISBN 978-88-684-3075-7.
- La rivoluzione del ricco, a cura di Francesco Torchiani, Collana Temi, Torino, Bollati Boringhieri, 2020, ISBN 978-88-339-3418-1., saggio del 1952, apparso in 3 puntate su Il Ponte